# Armin Karić
Armin Karić (* 6. Oktober 2004 in Tuzla) ist ein bosnischer Fußballspieler.

## Karriere

### Verein
Karić begann seine Karriere beim ATUS Ferlach. Im September 2012 wechselte er zum SC Ebental. Im Februar 2016 wechselte er zum SK Austria Klagenfurt. Zur Saison 2018/19 wechselte er in die Akademie des Wolfsberger AC, in der er in Folge sämtliche Altersstufen durchlief. Im September 2021 debütierte er für die Amateure der Wolfsberger in der Regionalliga. Bis zum Ende der Saison 2021/22 kam er zu 18 Einsätzen, in denen er fünf Tore erzielte. In der Saison 2022/23 machte er drei Tore in 16 Einsätzen, in der Saison 2023/24 traf er zweimal in 28 Spielen.
Nach weiteren 15 Regionalligaeinsätzen bis zur Winterpause der Saison 2024/25 kehrte Karić im Februar 2025 zu Austria Klagenfurt zurück, wo er sich den viertklassigen Amateuren anschloss. Im Mai 2025 debütierte er für die Profis von Klagenfurt in der Bundesliga, als er am 32. Spieltag jener Saison gegen den TSV Hartberg in der 77. Minute für Simon Straudi eingewechselt wurde. Mit Klagenfurt stieg er zu Saisonende aus dem Oberhaus ab.

### Nationalmannschaft
Karić spielte im Februar 2020 zweimal im bosnischen U-17-Team. Im Mai 2022 absolvierte er ein Spiel für die U-19-Auswahl.